# Kurov
Kurov este o comună slovacă, aflată în districtul Bardejov din regiunea Prešov. Localitatea se află la altitudinea de 399 m deasupra n.m., se întinde pe o suprafață de 11,85 km2 și în 2017 număra 620 de locuitori.

## Istoric
Localitatea Kurov este atestată documentar din 1332.

## Demografie
| An:                | 1994 | 2004   | 2014   | 2024    |
| ------------------ | ---- | ------ | ------ | ------- |
| Număr de persoane: | 552  | 559    | 612    | 727     |
| Diferență:         |      | +1,26% | +9,48% | +18,79% |

| An:                | 2023 | 2024   |
| ------------------ | ---- | ------ |
| Număr de persoane: | 729  | 727    |
| Diferență:         |      | −0,27% |